# 228
| 228                |
| ------------------ |
| Dødsfald - Fødsler |
|                    |

| Gregoriansk kalender | 228 CCXXVIII            |
| Ab urbe condita      | 981                     |
| Armensk kalender     | I/T                     |
| Kinesiske kalender   | 2924 – 2925 丁未 – 戊申 |
| Etiopisk kalender    | 220 – 221               |
| Jødisk kalender      | 3988 – 3989             |
| Hindukalendere       |                         |
| - Vikram Samvat      | 283 – 284               |
| - Shaka Samvat       | 150 – 151               |
| - Kali Yuga          | 3329 – 3330             |
| Iransk kalender      | 394 BP – 393 BP         |
| Islamisk kalender    | 406 BH – 405 BH         |

Se også 228 (tal)